# 阮侃
阮侃（？—？），又作阮叕，字德如，又作德恕。陈留郡尉氏（今河南尉氏县）人。西晋诗文作家、医家。

## 生平
阮侃有俊才，年轻时聪慧好学，受名理，风仪雅润。阮侃性沉静，好学有大度，以秀才为郎官。阮侃与嵇康友善。晋武帝太康年间，担任河内郡太守。阮侃博习方技，于本草、经方、治疗之法深有研究。著有《摄生论》二卷，未见传世。著有《毛诗音》，亡佚不传。著录有《阮侃集》五卷，已佚。今存《答嵇康》二首，被《嵇中散集》收录。

## 家族

### 父
- 阮共，字伯彦。曹魏衛尉卿。

### 妹
- 阮氏，许允妻。